# Вигуровщина-Троещина
Выгу́ровщина-Трое́щина (разг. Трое́щина; укр. Вигурівщина-Троєщина, укр. Троєщина) — жилой массив, бывшее село в Деснянском районе Киева, расположенное на левом берегу реки Днепр. Численность населения — 267,3 тысячи человек (2012). Занимает площадь 3265 га.
Южной границей Троещины является проспект Романа Шухевича, перекресток улиц Братиславская и Крайняя. Восточной границей является промзона (Банкнотная фабрика, ТЭЦ-6). С севера границей Выгуровщины-Троещины является поле, за которым находится с. Погребы. На месте прежнего русла рек Десны и Радунки находится археологический памятник Городок Песочный.

## История
Название массива восходит к названию одноимённого села Троещина. Что же касается названия местности «Выгуровщина», то в письменных источниках XVI—XVII столетий Выгуровщина упоминается как местность, подаренная 12 декабря 1572 года Михайловскому Златоверхому монастырю ее владельцем Яном Вигурой, «служебником» киевского воеводы князя Константина Острожского, что было юридически закреплено универсалом Богдана Хмельницкого в 1654 году.
Застройка массива началась в 1981 году, после постройки Московского моста. Первые дома были заселены в 1983 году. Архитекторы Юрий Паскевич, Григорий Слуцкий и другие использовали при застройке разноцветную, радужную покраску жилых домов, что стало отличать архитектуру массива от многоэтажек в других спальных районах того времени.

## План строительства метрополитена на Троещину
Утверждён новый проект строительства четвёртой линии киевского метро.
Глава Киевской городской государственной администрации Александр Попов 30 января 2012 года подписал распоряжение № 134, которым утверждён обновлённый проект участка Подольско-Выгуровской линии Киевского метрополитена от станции «Глубочицкая» до станции «Радужная».
Эксперты отмечают бесперспективность прокладки линии метро до Радужного массива ввиду отсутствия там свободного участка земли под депо, без которого линия не может быть введена в эксплуатацию.

## Троещина в городском фольклоре
"От Русановского моста до с. Выгуровщина находится Лысая гора — излюбленное пристанище киевских, иногородних и даже иноземных ведьм".
М.С.Богуславский и Д.Марголин. 1912. Спутник по г. Киеву. Иллюстрированный путеводитель по Киеву и его окрестностям. 
Во время сноса села Выгуровщина его жителям выдавались ордера на квартиры в других районах города, в коммунальных домах. Также в этом спальном районе получали квартиры представители военных и государственных структур. В 1980-х годах многие при выборе квартиры отдавали предпочтение большой квартире на Троещине в новом доме, чем на Подоле в маленькой старой квартире, построенной, в лучшем случае, в 1937 году. Стоимость квартир и аренда в спальном районе на левом берегу была невысокой, что делало его привлекательным для студентов и молодых семей, желающих приобрести или арендовать жилье.
Достопримечательностью Троещины до 2017 года был Сказочный подъезд на ул. Радунской, созданный художницей-любительницей.

## Галерея
- Памятник к 20-летию Чернобыльской катастрофы
- Свято-Троицкий собор
- Ротонда в парке
- Памятник погибшим воинам на Выгуровском кладбище